# Scalr
Scalr est une application web open source qui permet d'utiliser le service de cloud computing d'Amazon, l'Amazon Elastic Compute Cloud. Le projet a été lancé en avril 2008 par Intridea pour donner une architecture extensible et élastique à un client MediaPlug (un service de partage media) et est maintenant hébergé sur Google Code. Scalr procure, selon un commentateur, « 90 % des avantages pour 10 % du cout » de la concurrence.
Scalr a été bien reçu par la presse depuis que le code a été rendu open source et disponible sous la licence GPL (version 2), y compris le mega-blog TechCrunch, le site d'experts en extensibilité HighScalability, le blog officiel d'AWS, et la presse traditionnelle CNet, ainsi que de nombreux blogs personnels,.
Scalr est disponible par abonnement mensuel depuis l'été 2008.